# هشام سليمان
هشام فضل سليمان (بالعبرية: הישאם סלימאן‏) ممثل ومخرج مسرح فلسطيني, من مواليد مدينة الناصرة سنة 1978، انهى دراسته سنة 2000 في معهد يورم لفنشطيين لفنون المسرح والتمثيل في مدينة تل ابيب، يرجع اصله إلى قرية جليلية (البعينة)، واليوم يسكن في مدينة الناصرة حيث نشأ وترعع فيها، اسس مسرح انسمبل فرينج الناصرة سنة 2007 ومنذ ذلك الحين يعمل كمديرا للمسرح، عمل في عدة مسرحيات وافلام سينمائية كممثل واخرج عدة مسرحيات. عمل كمرشد دراما في الناصرة، واسس عدة فرق مسرحية جماهيرية، منها: فرقة مركز ابن عامر للمسرح الجماهيري، فرقة القلعة للمسرح الجماهيري، مجموعة معا للمسرح الجماهيري، فرقة حي بلال للمسرح الجماهيري. عمل في جميع أنحاء البلاد كمدرس لموضوع الدارما، وكمرشد في مراكز جماهيرية.

## مسرحيات
الأعمال المسرحية التي شارك فيها
مسرحية لوين شباب، بدور مدرب الدراما
اعداد واخراج محمد منادرة، تأليف موتي بهراف، إنتاج مسرح الخيال
مسرحية مشهد من الجسر، بدور رودولفو
اعداد واخراج محمد بكري، تأليف، ارثر ميلر، إنتاج مسرح الميدان
مسرحية حلاق بغداد، بدور يوسف (العاشق الوهلان)
تأليف القرد فرج، اعداد واخراج مكرم خوري إنتاج مسرح الميدان

مسرحية رقصتي مع ابي، مسرحية مونودراما
تأليف ايتسك فايجرتن، ترجمة أسامة مصري، إخراج منير بكري، إنتاج مسرح الميدان
مسرحية العيون التي تستطيع أن ترى، (مسرح اخر، تنتمي إلى مسرح الحركة التعبيرة وللغة الجسد)
اعداد واخراج مورتن كروج، درامتوجيا هالدس هاولس، إنتاج المسرح الوطني الفلسطيني
مسرحية السلطان العنيد والحداد السعيد، بدور الحداد السعيد
تأليف واخراج سليم ضو، إنتاج المسرح الوطني الفلسطيني
مسرحية سمير ويوناتان على كوكب المريخ، بدور سمير
تأليف دانيئيله كرمي، إخراج نوله شولتن، إنتاج مسرح بدون بيت (يافة تل ابيب)
مسرحية عكس التياري، مسرح عن حياة نيقولا تسلا
اعداد واخراج ندى الياسير، إنتاج فرقة تسالي
مسرحية الوقت الحقيقي بدور الجندي العربي الإسرائيلي سمير
تأليف يوهشع سوبول، إخراج نوله شلتون، إنتاج مسرح هبيما
مسرحية الخليل، بدور مهدي
تأليف: تمير جرنبرج، إخراج عودد كوتلر، إنتاج مسرح الكاميري
المسرحيات التي قام باخراجها
مسرحية الصدى 1 و 2.
غابت الشمس مسرحية للاطفال. الديب وولاد العنزة مسرحية أطفال. ما وراء الباب، ضمن اطار مهرجان مسرح الميدان للمسرحية المحلية. الصياد والسمكة الذهبية، مسرح كفرون. فنجان قهوه مسرح الجوال في اطار مهرجان مسرح الميدان للمسرحية المحلية.ابن خلدون، مسرح انسمبل فرينج الناصرة.
إخراج ضمن اطار المسرح الجماهيري
تسع نصراويه صغار حائزة على المرتبة الأولى في مهرجان بات يم للمسرح الجماهيري,. يوم عادي حائزة على المرتية الثالثة في مهرجان بات يم للمسرح الجماهيري، صور عائلية، البيت القديم حائزة على المرتبة الثالثة في مهرجان كل البلاد منصة، تجربة حائزة على المرتبة الثالثة في مهرجان كل البلاد منصة، ومسرحية ممنوع.

## سينما وتلفزيون
دقيقتان من الفرديس بدور أمير، إخراج داني سرجن، تأليف: ميخال كوبر كرن. ميونخ إخراج: ستيفن سبيلبرج. ياسمين تغني تأليف واخراج: نجوى نجار. يوم الاستقلال. معركة تل حي. بانتظار صلاح الدين، إخراج علي نصار. الخائن الصغير إخراج روت تال. هفوخ، شمش القناة الثانية، "2".الحياة ليست كل شيء للقناة الثانية مسلسل فوضى.

## روابط خارجية
- هشام سليمان على موقع IMDb (الإنجليزية)
- هشام سليمان على موقع ألو سيني (الفرنسية)